# René Tendron
Pour les articles homonymes, voir Tendron.
René Tendron est un journaliste français spécialisé en économie et né le 8 mars 1934.

## Biographie
René Tendron naît le 8 mars 1934.
Il est l'auteur de plusieurs ouvrages d'économie, dont le Dossier F comme financiers et — à partir de 1985 — les « guides Tendron ».
Avec sa fine moustache et ses cheveux noirs lissés sur costume cravate, ses allure et voix posées, filmé jusqu'au buste accoudé à un bureau, il présenta la chronique boursière, retransmise à l'époque depuis la Bourse de Paris au palais Brongniart, sur fond de « criée » brouhaha « à la corbeille », à la fin du Journal télévisé de 13 h d'Yves Mourousi, sur TF1, alors chaîne de télévision publique, au début des années 1980, et à l'époque en alternance avec François Donati (décédé en 1985).

## Œuvres
- Dossier F comme financiers, Paris, Alain Moreau, coll. « Confrontations », 1981, 256 p. (BNF 34656042) ;
- Le Guide de votre argent mille neuf cent quatre-vingt-cinq, Paris, Belfond, 1985, 394 p. (ISBN 2-7144-1737-X, BNF 34778690) ;
- Le Guide de votre argent mille neuf cent quatre-vingt-six, Paris, Belfond, 1986, 430 p. (ISBN 2-7144-1868-6, BNF 2-7144-1868-6) ;
- Le Guide de votre argent mille neuf cent quatre-vingt-sept, Paris, Belfond, 1987, 439 p. (ISBN 2-7144-1967-4, BNF 34902995) ;
- Sous sa dir., Avez-vous pensé à votre succession ?, Strasbourg, Coprur, 1989, 136 p. (ISBN 2-903297-30-4, BNF 35046510) ;
- Le Guide Tendron mille neuf cent quatre-vingt-neuf, Paris, Belfond, 1989, 415 p. (ISBN 2-7144-2285-3, BNF 36633810) ;
- Que faire pour tirer parti de mes économies ?, Paris, Denoël, coll. « Que dois-je faire ? », 1989, 150 p. (ISBN 2-207-23638-2, BNF 36640341) ;
- Le Guide de votre argent mille neuf cent quatre-vingt-dix, Paris, Belfond, 1990, 500 p. (ISBN 2-7144-2451-1, BNF 35072085) ;
- Le Guide de votre argent mille neuf cent quatre-vingt-onze, Paris, Belfond, 1991, 531 p. (ISBN 2-7144-2628-X, BNF 35411526) ;
- Le Guide de votre argent mille neuf cent quatre-vingt-douze, Paris, Belfond, 1992, 549 p. (ISBN 2-7144-2788-X, BNF 35501853) ;
- Le Guide de votre argent mille neuf cent quatre-vingt-treize, Paris, Telpresse, 1993, 462 p. (ISBN 978-2-9507000-0-1 et 2-9507000-0-4, BNF 35561007) ;
- Le Guide Tendron de votre argent mille neuf cent quatre-vingt-quinze, Paris, Eska, 1995, 370 p. (ISBN 2-86911-297-1, BNF 35765400) ;
- Sous sa dir., Le Guide Tendron de votre argent mille neuf cent quatre-vingt-seize, Paris, Eska, 1996, 399 p. (ISBN 2-86911-424-9, BNF 35805927).

### Préface
- Votre patrimoine est-il bien placé ?, Strasbourg, Coprur, 1988 (réimpr. 1991), 136 p. (ISBN 2-903297-22-3, BNF 36629610).

## Décoration
Il est officier de la Légion d'honneur.